# Pink Lady (groupe)
Pour les articles homonymes, voir Pink Lady.
Pink Lady (ピンク・レディー) est un duo pop féminin japonais, révélé en 1976 et dissous en 1981, composé des idoles japonaises Mitsuyo Nemoto (alias « Mie », née le 9 mars 1958) et Keiko Masuda (en) (alias « Kei », née le 2 septembre 1957).

## Histoire

### Les débuts
Mie et Kei sont des amies d'enfance, ayant grandi et fréquenté la même école dans la préfecture de Shizuoka au Japon. Elles sont repérées en mars 1976 lors d'un concours de jeunes talents intitulé Star Tanjo! (« A Star Is Born ») diffusé en prime-time à la télévision. Elles sont alors présentées comme un duo folk « mignon » mais changent radicalement d'image quelques mois plus tard troquant leurs salopettes contre des minis jupes. Le duo est également rapidement connu pour ses danses synchronisées, et connait un grand succès au Japon dans les années 1970 en enchaînant les tubes disco.

### Carrière
Avec leurs chansons pop accrocheuses, plutôt orientées disco à leurs débuts, Kei et Mie incarnent le concept japonais de pop-star idol (アイドル, Aidoru). Pendant les années 1970, 9 chansons du duo arrivent à la première place du classement de l'Oricon, dont 5 ayant dépassées le million d'exemplaires vendus : Nagisa no Sinbad, Wanted, UFO (leur plus gros titre avec 1,95 million d'exemplaires vendus), Southpaw, et Monster. Le single Chameleon Army paru en 1978 occupe la première place du classement durant 63 semaines - un record mais qui a depuis pas été battu.
Les membres deviennent également des « pitch-women » ayant de nombreux contrats commerciaux pour divers produits, allant du shampooing aux radios, et des livres pour enfants aux nouilles rāmen.
1978 marque le pic de popularité du duo. En effet cette année là elles se produisent devant plus de 100000 spectateurs au Korakuen Stadium de Tokyo, donnent leur premier concert aux États-Unis (à Las Vegas) , sont en tête d'affiche du long métrage Pink Lady no Katsudō Daishashin (ピンク・レディーの活動大写真) , et font même l'objet d'une série d'animation de 35 épisodes : Pink Lady Monogatari: Eiko no Tenshitachi (ピンク・レディー物語 栄光の天使たち) dirigée par Katsuhiko Taguchi et diffusée sur Tokyo 12 Channel (maintenant TV Tokyo). La série a été commandée par T&C, la société de gestion du duo, et réalisée par Tōei animation (à noter que le duo n'a pas participé au doublage des personnages).
Néanmoins 1978 marque également le début de leur déclin lorsqu'elles refusent de participer au célèbre programme musical télévisé Kōhaku Uta Gassen organisé pour le réveillon du nouvel an par NHK, préférant animer leur propre émission sur une chaîne concurrente. Non seulement les audiences de leur émission sont neuf fois inférieures à celles de Kōhaku Uta Gassen mais en plus leur agence avait annoncé que les élèves d'une écoles pour aveugles avaient été invités en studio pour l'enregistrement de l'émission, déclarations niées par l'école en question. Les critiques accusent alors Pink Lady d'utiliser des enfants aveugles pour promouvoir leur émission.

### Séparation et reformation
Alors que son déclin commence au Japon, aux États-Unis le groupe anime brièvement en 1980 sa propre émission musicale Pink Lady and Jeff sur la chaîne américaine NBC à la suite de l'entrée du single en anglais Kiss In The Dark dans le top 40 américain en 1979 (voir le paragraphe plus détaillé sur Pink Lady aux États-Unis ci-dessous).
Cependant leurs ventes de disques sont en chute et après quelques échecs commerciaux le groupe se sépare en 1981. Mie et Kei poursuivent alors leurs carrières en solo, respectivement en tant que chanteuse et actrice. Mie chante notamment avec le groupe de heavy metal Animetal Lady à la fin des années 1990.
Désormais groupe culte, Pink Lady se reforme plusieurs fois, ponctuellement, le temps d'un disque, en 1984, 1996 et 2003, avant d'annoncer une reformation définitive en septembre 2010.

## Pink Lady aux États-Unis
Avec leurs ventes de disques au Japon en déclin, Pink Lady se recentre sur le marché américain. Le duo est apparu comme invité spécial lors d'une émission de Leif Garrett au printemps de 1979, chantant leur premier single américain, un titre disco appelé Kiss In The Dark, enregistré phonétiquement en anglais et sorti sous Curb Records, suivi d'un album entièrement en anglais (une collection de mélodies et ballades disco, y compris une reprise de Gauche Banke, Walk Away Renee sorti initialement en 1966).
Kiss In The Dark atteint le no 37 du Top 40 du Billboard magazine, (no 49 des classements du magazine Cash Box), un exploit alors uniquement réalisé par une autre chanson japonaise, Sukiyaki (alias Ue o Muite Arukou) par Kyū Sakamoto, 16 ans plus tôt. L'album éponyme atteint quant à lui la 205ème position du classement.
À la suite de ce succès, le duo apparaît avec le comédien Jeff Altman dans l'émission Pink Lady and Jeff, un mélange de numéros musicaux et de sketches. Cependant le fait que Mie et Kei connaissaient très peu l'anglais limite leur potentiel en tant que comédiennes, et leur a aussi causé une grande quantité de stress, puisqu'elles ne comprenaient pas les discussions autour d'elles durant l'émission. En plus de cela, il leur était interdit d'interpréter leurs succès japonais avant la fin de l'émission, elles étaient alors obligées d'interpréter des titres disco et pop exclusivement en langue anglaise comme Yesterday et Knock on Wood. L'émission est diffusée en prime time sur NBC durant six semaines, et, à ce jour, est connue comme l'une des pires émissions de télévision de l'histoire,. Les chanteuses sont rentrées au Japon frustrées et n'ont plus jamais tenté de pénétrer le marché américain. Les albums et singles suivants sortent en Amérique mais font de faibles vente faible, l'un des seuls moyens pour les fans américains de se procurer la musique de Pink Lady est alors par les importations japonaises.

## Héritage
Son record de vente de disques par un groupe féminin japonais n'a été battu qu'en 2007 par les Morning Musume, qui reprennent d'ailleurs plusieurs titres de Pink Lady sur leur album de reprises Cover You paru en 2008. Cette même année, les deux leaders du groupe Ai Takahashi et Risa Niigaki, interprètent également les rôles de Mie et Kei dans un téléfilm retraçant leur histoire.
En août 2013 le groupe d'idoles Pink Babies est lancé en hommage au duo. Le groupe fait ses débuts en juillet 2014 avec la reprise du titre Wanted (Shimei Tehai) de Pink Lady. En France il s'est produit lors du Toulouse Game Show en novembre 2014, ainsi qu'à la Japan Expo en juillet 2015.

## Discographie

### Singles
1. 25 août 1976: Pepper Keibu
2. 25 novembre 1976 - SOS
3. 10 mars 1977 - Carmen '77
4. 10 juin 1977 - Nagisa no Sindbad
5. 5 septembre 1977 - Wanted (Shimei Tehai)
6. 5 décembre 1977 - UFO
7. 25 mars 1978 - Southpaw
8. 25 juin 1978 -  Monster
9. 9 septembre 1978 - Tomei Ningen
10. 5 décembre 1978 - Chameleon Army
11. Mars 1979 - Zipangu
12. Mai 1979 - Pink Typhoon (In the Navy)
13. 5 juillet 1979 - Naminori Pirates
14. Septembre 1979 - Kiss in The Dark
15. 9 septembre 1979 - Monday Mona Lisa Club
16. 5 décembre 1979 - Do Your Best
17. 5 mars 1980 - Ai Giri Giri
18. 21 mai 1980 - Sekai Eiyūshi
19. 21 septembre 1980 - Uta Kata
20. 5 décembre 1980 - Remember (Fame)
21. 21 janvier 1981 - Last Pretender
22. 5 mars 1981 - Oh!

Post-séparation
1. Juin 1984 - Fushigi Love
2. 21 novembre 1996 - Pink Eyed Soul
3. 5 mai 2003 - Terebi ga Kita Hi

### Albums
Originaux
1. 25 janvier 1977 - Pepper Keibu
2. 5 novembre 1978 - Hoshi kara Kita Futari
3. 5 février 1979 - Magical Musical Tour (alias : Pink Lady no Fushigi Natabi)
4. 5 septembre 1979 - Kiss In the Dark (alias : Pink Lady in the USA; album en anglais pour les États-Unis)
5. 1er décembre 1979 - We Are Sexy
6. 5 décembre 1980 - Turning Point

Post-séparation
1. 21 juin 1984 - Suspense - Pink Lady Again

Bande originale
1. 25 décembre 1978 - Pink Lady no Katsudou Daishashin

### Albums Live
1. 5 juin 1977 - Challenge Concert
2. 10 septembre 1977 - Summer Fire '77
3. 5 mars 1978 - Bye Bye Carnival
4. 25 juin 1978 - America! America! America!
5. 5 septembre 1978 - '78 Jumping Summer Carnival
6. 5 février 1979 - Live in Budoukan
7. 5 décembre 1981 - Sayonara Pink Lady

### Albums Remix
1. BLOOD NEW (1987)
2. REMIXES (1990)
3. Rare Trax (2006)

### Compilations
1. Best Hit Album (1977)
2. Best Hit Album 2 (1978)
3. Best Hit Album 3 (1979)
4. Pink Lady (1981)
5. Pink Lady HISTORY (1990)
6. Pink Lady BEST ONE (1993)
7. Pink Lady Best Selection (1996)
8. Pink Lady Twin Best (1997)
9. Pink Lady Best (2005)
10. Mega Hits! (2006)
11. Pink Lady Platinum Box (2006)
12. Pink Lady - Yu Aku Works (2008)
13. Pink Lady Golden Best (2009)
14. INNOVATION (2010)
15. Pink Lady Singles Premium (2011)

### Sites officiels
- (ja) Profil officiel sur le site Victor Entertainement
- (ja) Page et discographie sur le site Victor Entertainement
- (ja) Site officiel de Kei
- (ja) Site officiel de Mie

### Sites de fan
- (en) Site de fan américain
- (en) Fiche sur Idollica